# Stellanello
Stellanello est une commune italienne de la province de Savone, dans la région Ligurie.

## Administration
| Période                                  | Période | Identité | Étiquette | Qualité |
| ---------------------------------------- | ------- | -------- | --------- | ------- |
|                                          |         |          |           |         |
| Les données manquantes sont à compléter. |         |          |           |         |

### Communes limitrophes
Andora, Casanova Lerrone, Chiusanico, Diano Arentino, Diano San Pietro, Garlenda, Testico, Villa Faraldi.